# Хлебородное (Воронежская область)
Хлебородное — село в Аннинском районе Воронежской области.
Административный центр Хлебородненского сельского поселения.

## География
Село расположено на реке Курлак, примерно в 15 км от районного центра посёлка Анна.

### Улицы
- ул. 50 лет Октября,
- ул. Дружбы,
- ул. Луначарского,
- ул. Мира,
- ул. Набережная,
- ул. Советская,
- ул. Школьная.дом 14

## Население
| 1859 | 1897 | 2000 | 2005 | 2010 | 2012 | 2013 | 2014 | 2015 |
| ---- | ---- | ---- | ---- | ---- | ---- | ---- | ---- | ---- |
| 538  | ↗711 | ↗853 | ↘764 | ↘608 | ↗872 | ↘836 | ↘806 | ↘793 |
| 2016 | 2017 | 2018 | 2019 | 2020 | 2021 |      |      |      |
| ↘767 | ↗776 | ↘766 | ↘743 | ↘727 | ↘710 |      |      |      |

## История
Село было основано в XIX веке переселенцами из Нового Курлака.